# Кенеди (Калифорнија)
Кенеди (енгл. Kennedy) насељено је место без административног статуса у америчкој савезној држави Калифорнија.

## Демографија
По попису из 2010. године број становника је 3.254, што је 21 (-0,6%) становника мање него 2000. године.
| Група             | 2000.         | 2010.         |
| Белци             | 357 (10,9%)   | 214 (6,6%)    |
| Афроамериканци    | 301 (9,2%)    | 200 (6,1%)    |
| Азијати           | 344 (10,5%)   | 258 (7,9%)    |
| Хиспаноамериканци | 2.208 (67,4%) | 2.513 (77,2%) |
| Укупно            | 3.275         | 3.254         |